# Dschinghis Khan (canción)
«Dschinghis Khan» (Traducción: "Genghis Khan") fue la canción alemana en el Festival de la Canción de Eurovisión 1979, interpretada en alemán por Dschinghis Khan.
La canción fue interpretada novena en la noche (después de Peter, Sue & Marc & Pfuri, Gorps & Kniri de Suiza con "Trödler und Co" y antes de Gali Atari & Milk and Honey de Israel con "Hallelujah"). Al cierre de la votación obtuvo 86 puntos, ubicándose en 4º lugar de 19.
La canción fue escrita y compuesta por el prolífico dúo de Ralph Siegel y Bernd Meinunger, y le debe mucho a la música disco, específicamente a la tradición de Boney M. Como el nombre sugiere, es una celebración del guerrero mongol, con versos dedicados a sus logros militares ("Y de sus enemigos sólo reía/Porque nadie podía resistir su fuerza") y sexuales ("Y cada mujer, que le gustaba/La llevaba a su tienda/Decían, no hay mujer que no lo ame/No existe en el mundo/Procreó a siete hijos en una noche"). De hecho, la totalidad de su banda se beneficiaban de sus triunfos, describiéndose como bebedores excepcionales con una actitud temerosa a la vida ("Y el diablo casi nos soportó").
La interpretación fue también en un estilo extravagante, con un miembro de la banda (Louis Hendrik Potgieter) vestido como una caricatura del guerrero y jugando con su capa en el escenario, seduciendo a una de los miembros de la banda y riéndose apropiadamente.
Fue seguida como representante alemana en el festival del 80 por Katja Ebstein con "Theater".

## Repercusión posterior
La canción hace apariciones en popurrís y en colecciones de lo mejor del Festival. Como ejemplo de esto último, fue incluida en la compilación conmemorativa producida para coincidir con el especial "Congratulations" en el 2005. Antes del festival del 2006, fue interpretada como parte del popurrí - una de las únicas dos canciones no ganadoras en ser incluidas.
En España, la canción también es conocida por una versión realizada en 1980 por el cantante Iván, llamada "Sin amor", con letra completamente diferente pero con la misma base musical.
En Chile, el grupo musical Malibú hizo una versión llamada "Genghis Khan", cuya letra prácticamente es del mismo argumento que la canción original .
También, el artista hongkonés George Lam cantó una versión en chino del tema.
En años recientes, la canción ha sido usada como tema para el jugador checo de hockey sobre hielo Petr Prucha, basada en la similitud de su apellido con el distintivo "Hoo-Haa" del coro. La canción es usada al final de los shows en vivo de Peelander-Z. La banda la baila antes de bajar del escenario.
En marzo de 2008, el grupo japonés Berryz Koubou saca un sencillo con su versión de esta canción titulada Jingisukan con el PV correspondiente en diferentes versiones. Al poco tiempo saca una edición con un remix titulado Tarutaru Mix mezcla de esta versión y la canción original junto con dos versiones del PV de este remix.
En Chile, en junio de 2013, los personajes humorísticos Yuri Kolinsky y Nikolái Sergei, conocidos como "Blondon Boys", en la productora de Kike Morande, han realizado un cover de esta canción titulada "Somos heterosexuales por opción", adaptándola al español resaltando el tinte heterosexual de los cantautores Blondon. 
En 2020, MELOMAN DANCE realizaria un video musical del tema en el que se puede apreciar una representación algo más exacta de la vida y cultura que rodeaba a Genghis Khan, filmado en las estepas de Mongolia. El video presenta a Hakuho Syo, apodado White Phoenix, un luchador profesional japonés, poseedor de un récord de sumo de origen mongol. Recientemente, el 16 de agosto del 2021, el canal de youtube de Dschinghis Khan resubió el video musical de MELOMAN DANCE.